# Шміхел-под-Наносом
Шміхел-под-Наносом (словен. Šmihel pod Nanosom) — поселення в общині Постойна, Регіон Нотрансько-крашка, Словенія. Висота над рівнем моря: 585,1 м.